# Флокрофт (Пенсилванија)
Флокрофт (енгл. Folcroft) град је у америчкој савезној држави Пенсилванија.

## Демографија
По попису из 2010. године број становника је 6.606, што је 372 (-5,3%) становника мање него 2000. године.
| Група             | 2000.         | 2010.         |
| Белци             | 6.495 (93,1%) | 4.301 (65,1%) |
| Афроамериканци    | 277 (4,0%)    | 1.715 (26,0%) |
| Азијати           | 66 (0,9%)     | 190 (2,9%)    |
| Хиспаноамериканци | 77 (1,1%)     | 302 (4,6%)    |
| Укупно            | 6.978         | 6.606         |